# NGC 147
NGC 147 je galaksija u zviježđu Kasiopeja.

## Vanjske poveznice
- SEDS: NGC 0147